# Georg Friedrich (Solms-Laubach)
Georg Friedrich Graf zu Solms-Laubach (* 7. März 1899 in Laubach; † 13. Mai 1969 ebenda) war formell ein hessischer Standesherr aus dem Adelsgeschlecht Solms-Laubach und Abgeordneter der ersten Kammer der Landstände des Großherzogtums Hessen.

## Leben
Solms-Laubach war der Sohn des Standesherren Otto Graf zu Solms-Laubach (1860–1904) und dessen Ehefrau Emma geborene Prinzessin zu Ysenburg und Büdingen (1870–1944). Solms-Laubach, der evangelischer Konfession war, heiratete am 13. September 1924 in Lich Johanna geborene Prinzessin von Solms-Hohensolms-Lich (1905–1982), die Tochter des ehemaligen Fürsten Karl zu Solms-Hohensolms-Lich und dessen Ehefrau Emma geborene Prinzessin zu Stolberg-Wernigerode.
Mit dem frühen Tod des Vaters 1904 übernahm er die Standesherrschaft, mit der auch ein Mandat in der Ersten Kammer der Landstände des Großherzogtums Hessen verbunden war. Da er mit sechs Jahren noch minderjährig war, nahm 1905–1906 sein Onkel Karl Graf zu Solms-Laubach und 1906–1918 sein Onkel Wilhelm Graf zu Solms-Laubach (1861–1936) das Mandat für ihn wahr. Mit der Novemberrevolution 1918 endete die Erste Kammer der Landstände. 1925 zusammen mit Karl Rudolf Werner Best (1903–1989) in Mainz Gründung des überparteilichen „Nationalblocks in Hessen“. Zum 1. Mai 1933 trat er der NSDAP bei (Mitgliedsnummer 1.648.153).

## Schriften (Auswahl)
- Asienflug und Heimkehr. Ein Bericht. E. Roth, Gießen 1928